# Test de apercepción temática
El Test de Apercepción Temática (TAT) es una prueba proyectiva, creada por el psicólogo estadounidense Henry Alexander Murray, tristemente célebre por su vinculación con el caso Unabomber, de terrorismo doméstico en los EE. UU. Históricamente, ha sido utilizado como prueba psicológica. Se fundamenta en la noción de un inconsciente que se ve proyectado en las láminas, y de esta manera revela aspectos de la personalidad, motivos y necesidades de logro, poder e intimidad de la persona, y sus habilidades de resolución de problemas.

## Procedimiento
El TAT es popularmente conocido como la técnica de interpretación de imágenes porque se utilizan una serie de imágenes ambiguas con las cuales al sujeto se le pide que cuente una historia. El sujeto es indagado para que cuente historias dramáticas que puedan presentarse en cada imagen, incluyendo lo siguiente:
- ¿Qué pasó para que se presentara la situación?
- ¿Qué está pasando en el momento?
- ¿Qué sienten y piensan los protagonistas?
- ¿Cuál fue el resultado de la historia?

Si estos elementos son omitidos, particularmente por infantes o individuos de bajas habilidades cognitivas, el evaluador puede preguntarles directamente.
Son 31 láminas de imágenes en la forma estándar del TAT. Algunas de las láminas muestran figuras masculinas, algunas femeninas, algunas ambas figuras: masculinas y femeninas, algunas de género ambiguo, algunas adultos, algunos niños, y otras muestran figuras no humanas del todo. Una lámina esta completamente en blanco. Aunque las láminas fueron originalmente diseñadas para igualar a los sujetos en términos de edad y género, cualquier tarjeta pueden ser usada en cualquier persona. La mayoría de los practicantes usa un conjunto de aproximadamente diez láminas, también usan las que sienten que son más utilizadas, o las que creen que estimularán la expresión de relevantes conflictos emocionales del sujeto a su determinada historia y situación.

## Sistema de puntuación
El TAT es una prueba proyectiva en la que, como en el Test de Rorschach, su evaluación del sujeto está basada en lo que él o ella proyectan sobre las imágenes ambiguas. Por lo tanto, para completar la evaluación, cada narrativa creada por el sujeto debe ser cuidadosamente grabada y analizada para descubrir necesidades fundamentales, actitudes , y patrones de reacción. Aunque muchos profesionales clínicos no usan un sistema formal de puntuación, varios sistemas de puntuación han sido desarrollados para el análisis de las historias de TAT, sistemática y consistentemente. Dos métodos que son en la actualidad usados en investigación son:
- Manual de Mecanismos de Defensa DMM.[2]  Este evalúa tres mecanismos de defensa: negación (menos maduro),  proyección (intermedio), e identificación (más maduro). Los pensamientos/sentimientos de una persona son proyectados en historias enredadas.

- Relaciones Objetales y Cognición Social SCOR.[3] Este evalúa cuatro diferentes dimensiones de relaciones objetales: Complejidad de Representación de Personas, Clase de Sentimiento en Paradigmas Relacionales, Capacidad para Involucración Emocional en Relaciones y Estándares de Moralidad, y Comprensión de Causalidad Social.